# De Moriaan ('s-Hertogenbosch)
De Moriaan is een van de oudste bakstenen huizen van Nederland. Het gebouw staat aan de Markt in de binnenstad van 's-Hertogenbosch. Het is in de 13e eeuw gebouwd als woonhuis en  is in gebruik als 'Stadswinkel', een voortzetting van het VVV en een café.
De vloerconstructies bestaan uit moer- en kinderbalken met zware korbeels die steunen op kraagstenen. Het dak dateert uit circa 1310 en is een van de vier nog bestaande dakconstructies van voor de drie grote Bossche stadsbranden uit de 15e eeuw.  In de kelder zijn nog 13e-eeuwse balken te zien. De bakstenen trapgevel met romanogotische elementen dateert vermoedelijk uit de 14e eeuw en is de belangrijkste oude gevel in 's-Hertogenbosch. De zuiltjes die de vensters in tweeën delen werden echter hergebruikt en zijn 13e-eeuws.
De Moriaan werd volgens de overlevering in 1220 gebouwd door Hendrik I van Brabant voor zijn vriend Beckerlijn; volgens de VVV, die er ruim een halve eeuw huisde, dateert het uit 1224. Het betreft een gotisch bakstenen zaalhuis met een rond traptorentje.
In het tijdperk waarin De Moriaan gebouwd werd, werden er in 's-Hertogenbosch meer van dergelijke gebouwen opgeleverd, maar deze zijn geheel of grotendeels gesloopt of onherkenbaar geworden.
Op verschillende momenten in de jaren 1950 wilden particuliere eigenaren of de gemeente 's-Hertogenbosch het pand slopen om ruimte te maken voor nieuwbouw, maar om uiteenlopende redenen ging dat niet door:
- Begin jaren vijftig wil de gemeente het Tolbrugkwartier (de volksbuurt De Pijp) saneren en worden de panden verkocht aan bouwmaatschappij Grobouma, die er een kantoor voor een drukkerij wil plaatsen. De drukkerij trekt zich echter terug.
- In 1956 wil een modezaak er nieuwbouw plaatsen. Een groep bezorgde burgers, waaronder prominenten, stuurt eind 1956 een verzoek naar minister Jo Cals van Onderwijs, Kunsten en Wetenschappen om de sloopvergunning te weigeren. Het modehuis voorziet dat het te lang gaat duren en kiest voor nieuwbouw aan de Hooge Steenweg, ruim honderd meter verderop.
- In 1959 koopt de gemeente het gebouw terug van Grobouma. Ondanks maatschappelijke onrust over de plannen wil de gemeente het pand nog altijd slopen: restauratie is te duur en volgens B&W zijn er amper nog oorspronkelijke elementen. De Rijkscommissie voor Monumentenzorg vindt sloop echter onaanvaardbaar, stelt dat De Moriaan het oudste bakstenen huis van Nederland is en dat het goed te restaureren is. Burgemeester Loeff maakt dan een draai en zet zich tegenover de gemeenteraad sterk in voor behoud.

Het pand is dan al een hoekpand geworden, het naastliggende gebouw is in de jaren vijftig gesloopt, wat nog te zien is aan de verbreding van de Marktstraat. Ook de sanering van De Pijp is doorgezet. De Moriaan wordt echter van 1963 tot 1967 gerestaureerd onder leiding van C.J.M. van der Veken, destijds rayon-architect van de Rijksdienst voor de Monumentenzorg. Hij herbouwde naar een hypothetische en geïdealiseerde oorspronkelijke toestand, en daarom is gesteld – en weersproken – dat het gebouw in de jaren zestig kapot gerestaureerd is, dat de bouwhistorie vernietigd is. Deels is dit waar, omdat er allerlei bijzonderheden ongedocumenteerd verdwenen zijn, evenals aanpassingen van na de eerste twee bouwperiodes. Ook de sloop van de 13e-eeuwse achtergevel en de achtervleugel wordt betreurd. De oudste delen zijn echter grotendeels bewaard gebleven en de documentatie van de restauratie is zorgvuldig gedaan en geeft inzicht in de bouwgeschiedenis.
Na de restauratie nam de VVV een deel van het pand in gebruik. Het meerdelige gebouw heeft op de Markt de huisnummers 79 tot 85 en is sinds 1965 erkend als rijksmonument. 